# Góra stołowa (geomorfologia)

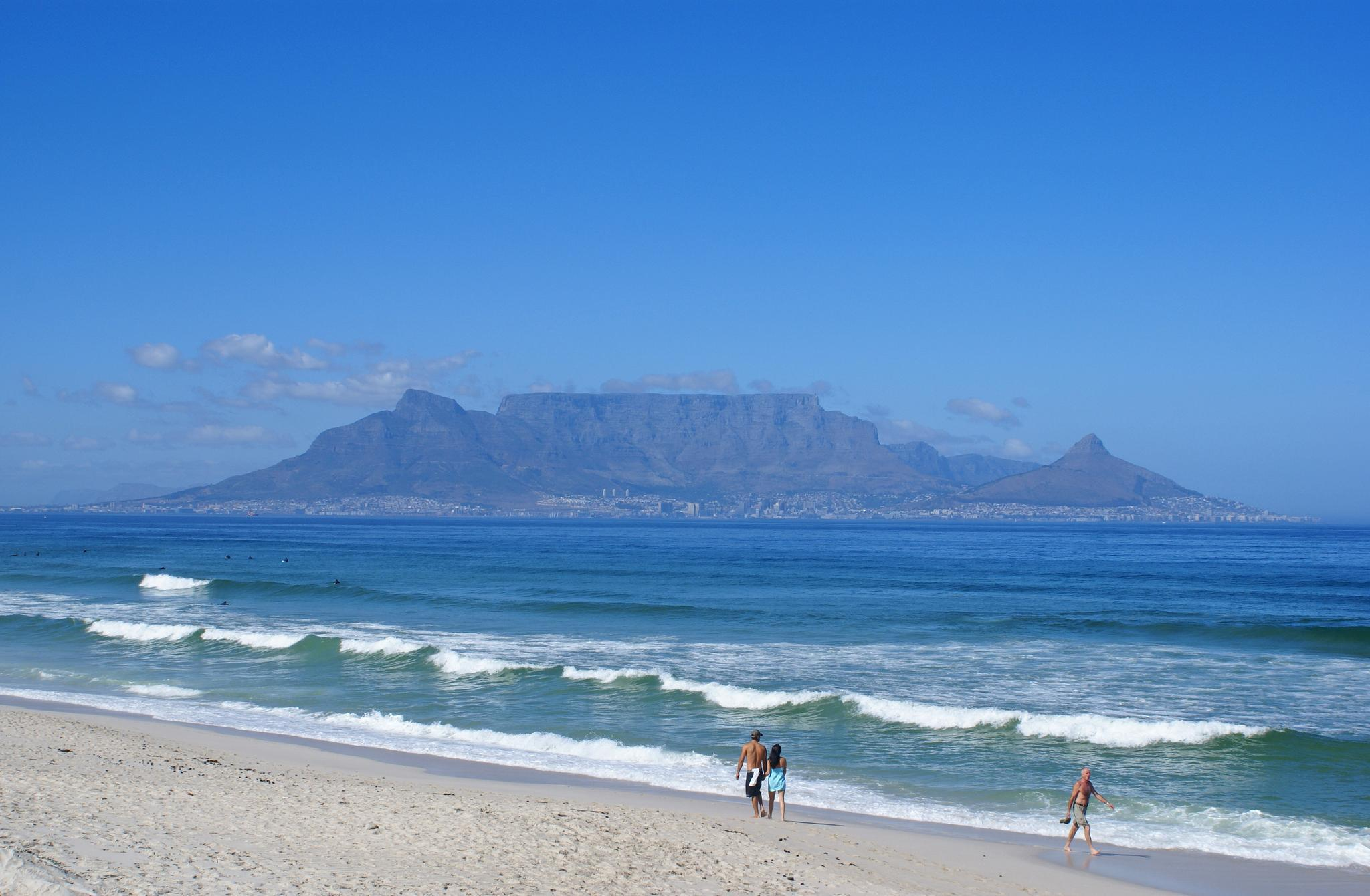
Przykład góry stołowej (Góra Stołowa na Przylądku Dobrej Nadziei)

Góra stołowa – rodzaj ostańca denudacyjnego, góra o wyraźnie spłaszczonym, rozległym wierzchołku i stromych stokach (co jest skutkiem poziomego ułożenia budujących ją warstw skalnych). Góry stołowe zbudowane są ze skał osadowych, które w ciągu historii geologicznej nie podlegały fałdowaniu. Ich obecne formy są wynikiem tektonicznych ruchów pionowych oraz erozji klimatycznej (wietrznej, termicznej i wodnej).
W Polsce ten typ gór występuje w Sudetach Środkowych, zamykając Kotlinę Kłodzką od zachodu i dając nazwę pasmu górskiemu Góry Stołowe. Natomiast na świecie znanym wzniesieniem tego typu jest monumentalna Góra Stołowa dominująca nad Przylądkiem Dobrej Nadziei.